# Monster! Monster?
Monster! Monster? (Originaltitel: Monster) ist ein US-amerikanisches Filmdrama von Anthony Mandler, das am 22. Januar 2018 im Rahmen des Sundance Film Festivals seine Premiere feierte, wo der Film im U.S. Dramatic Competition gezeigt wurde. Es handelt sich um eine Verfilmung des gleichnamigen Romans von Walter Dean Myers.

## Handlung
Weil dem schwarzen Jugendlichen Steve Harmon die Beteiligung an einem Raubmord zur Last gelegt wird, kommt er in eine New Yorker Jugendstrafanstalt. Steve war an der Tat jedoch nicht beteiligt. Bei den anstehenden Gerichtsverhandlungen wird darüber entschieden, ob der Teenager den Rest seines Lebens im Gefängnis bleiben muss. Die Beteiligten am Gerichtsprozess fragen sich, ob er wirklich das „Monster“ ist, als das ihn der Vertreter der Anklage beschreibt, oder ob er einfach nur zur falschen Zeit am falschen Ort war.

## Literarische Vorlage
Der Film basiert auf dem 1999 von Harpercollins veröffentlichten Roman Monster des im Juli 2014 verstorbenen US-amerikanischen Jugendbuchautors Walter Dean Myers. Im Jahr der Veröffentlichung wurde Myers für seine Arbeit für den National Book Award for Young People’s Literature nominiert und im darauffolgenden Jahr mit dem Michael L. Printz Award ausgezeichnet. Er schrieb das Buch als eine Mischung von Tagebuch, geschrieben von seinem Protagonisten Steve Harmon, und der Perspektive einer dritten Person in Gestalt eines Filmskripts über die Gerichtsverhandlungen. Auf diese Weise reflektiert Steve sein Leben aus ungewöhnlicher Perspektive. Myers wurde von der Highschool geworfen und trat im Alter von 17 Jahren der U.S. Army bei. Das Buch war in Deutschland Abiturempfehlung 2017 und Abiturempfehlung 2018, unter anderem in Berlin.

## Produktion
Es handelt sich bei Monster um das Spielfilmdebüt von Anthony Mandler, der in der Vergangenheit als Musikvideo-Regisseur arbeitete und Videos für Lenny Kravitz und Snoop Dogg drehte und diese produzierte.
Die Rolle von Steve Harmon besetzte er mit Kelvin Harrison, der 2013 im Film 12 Years a Slave seine erste Filmrolle erhalten hatte und später in den Fernsehserien Into the Badlands und Roots zu sehen war. 2016 war Harrison im Film The Birth of a Nation – Aufstand zur Freiheit in der Rolle von Simon zu sehen, in It Comes at Night spielte er Travis, den Filmsohn von Carmen Ejogo, und ebenfalls 2017 war er in einer kleineren Rolle in Mudbound zu sehen. Jennifer Ehle spielt im Film Harmons Anwältin Katherine O’Brien. Der Rapper ASAP Rocky übernahm die Rolle von William King.
Der Film feierte am 22. Januar 2018 im Rahmen des Sundance Film Festivals seine Premiere, wo er im U.S. Dramatic Competition gezeigt wurde.

## Rezension
Auf der Website Rotten Tomatoes hält der Film derzeit eine Bewertung von 68 Prozent, basierend auf 37 Kritiken und einer Durchschnittswertung von 6,2 von 10 Punkten.
Oliver Armknecht vergab auf film-rezensionen.de 6 von 10 Punkten. Er lobte dabei das Spiel von Kelvin Harrison Jr., kritisierte aber, dass der Film einen Spagat zwischen gesellschaftlich relevanten Themen und einer Innenansicht des Beschuldigten versuche, dabei aber nicht genug in die Tiefe gehe.

## Auszeichnungen
Sundance Film Festival 2018
- Nominierung für den Grand Jury Prize im U.S. Dramatic Competition (Anthony Mandler)